# (11545) Hashimoto
(11545) Hashimoto (1992 UE4) – planetoida z pasa głównego asteroid okrążająca Słońce w ciągu 3,67 lat w średniej odległości 2,38 j.a. Odkryta 26 października 1992 roku.